# Trioxys japonicus
Trioxys japonicus är en stekelart som beskrevs av Hajimu Takada 1966. Trioxys japonicus ingår i släktet Trioxys och familjen bracksteklar. Inga underarter finns listade i Catalogue of Life.